# Apristurus longicephalus
Apristurus longicephalus é uma espécie de tubarão da família Pentanchidae [en], conhecida popularmente em inglês como deepwater catsharks. Essa espécie de tubarão tem uma distribuição irregular no Indo-Pacífico, de Moçambique ao sul do Japão e norte da Austrália. É encontrada em águas entre 500 e 1.140 m de profundidade. Atinge 59 cm de comprimento e é caracterizada por seu focinho extremamente longo e estreito, abdômen curto, e barbatanas anal e caudal longas. Além disso, uma grande área da porção ventral anterior de seu corpo não possui dentículos dérmicos. A. longicephalus é uma espécie ovípara e o único peixe cartilaginoso conhecido que é normalmente hermafrodita, com a maioria dos indivíduos possuindo órgãos reprodutivos funcionais de um sexo e órgãos reprodutivos não desenvolvidos do sexo oposto.

## Taxonomia e filogenia
O primeiro espécime conhecido de Apristurus longicephalus foi capturado na baía de Tosa [en], Kōchi, Japão, em 12 de maio de 1972. O espécime de 38 cm de comprimento foi inicialmente considerado um macho imaturo, mas posteriormente identificado como uma fêmea hermafrodita funcional. A nova espécie foi descrita por Kazuhiro Nakaya em um volume de 1975 da revista científica Memoirs of the Faculty of Fisheries, Hokkaido University. Em 1999, Nakaya e Sato agruparam esta espécie com o A. herklotsi, de focinho igualmente longo, no grupo de espécies A. longicephalus.

## Distribuição e habitat
Os registros de Apristurus longicephalus são irregulares e amplamente distribuídos na região do Indo-Pacífico: é conhecido no mar da China Oriental, sul do Japão, Seicheles, Filipinas, Moçambique, Nova Caledônia e norte da Austrália, próximo a Townsville, ilhas Ashmore e cabo Noroeste. Esta espécie habita a encosta continental em profundidades de 500 a 1.140 m, provavelmente próxima ao fundo do mar.

## Descrição
Com um comprimento de até 59 cm, o Apristurus longicephalus possui um corpo macio e muito fino, com uma cabeça longa que compreende um quarto de seu comprimento total. O focinho achatado, em forma de sino, mede cerca de 12% do comprimento total e se estreita consideravelmente à frente das narinas. Os olhos pequenos, ovais horizontais, são ligeiramente voltados para cima e equipados com membranas nictitantes rudimentares. Atrás de cada olho, há um espiráculo modesto. A boca forma um arco curto e largo, com sulcos bem desenvolvidos ao redor dos cantos. Os dentes contam com 36–44 fileiras na mandíbula superior e mais de 45 fileiras em ambas as mandíbulas; cada dente é bem espaçado do próximo e possui três ou cinco cúspides, com a cúspide central muito mais longa que as demais. As cinco pares de fendas branquiais são curtas, com o quarto e quinto pares sobre a base das barbatanas peitorais.
A primeira barbatana dorsal tem um ápice arredondado e está localizada sobre o último terço das bases das barbatanas pélvicas. A segunda barbatana dorsal é semelhante em forma, mas muito maior que a primeira, e está posicionada sobre a metade posterior da base da barbatana anal. As barbatanas peitorais são moderadamente grandes e largas. As barbatanas pélvicas, de tamanho médio e arredondadas, estão relativamente próximas às barbatanas peitorais. A barbatana anal é alongada e angular, separada da barbatana caudal apenas por uma incisura profunda. A barbatana caudal estreita compreende cerca de um terço do comprimento total e possui um lobo inferior distinto e uma incisura ventral perto da ponta do lobo superior. Os dentículos dérmicos minúsculos e bem espaçados, cada um com uma crista mediana e três pontas posteriores, conferem à pele uma textura aveludada. Uma grande área de pele nua se estende da garganta e região branquial, ao redor das barbatanas peitorais e sobre o flanco e abdômen, até o espaço entre as barbatanas pélvicas e anal. Os dentículos também estão ausentes perto das margens das barbatanas. Esta espécie é de cor marrom escura a preta; as áreas de pele nua e o interior da boca são pretos.

## Biologia e ecologia
Apristurus longicephalus é único entre as espécies de Apristurus por ter um duodeno não curto, mas quase tão longo quanto o intestino com válvula espiral. A função dessa característica é desconhecida, pois os hábitos alimentares deste tubarão não foram documentados. Este tubarão é o único peixe cartilaginoso conhecido que é normalmente hermafrodita: cerca de 85% da população é funcionalmente macho ou fêmea, mas também possui órgãos reprodutivos não desenvolvidos do sexo oposto (chamado de "hermafroditismo rudimentar"). Os fatores que levaram à evolução desse sistema ainda não foram investigados. Esta espécie é ovípara; uma única cápsula de ovo parcial foi encontrada, com tentáculos nos cantos posteriores. Machos e fêmeas atingem a maturidade sexual com comprimentos de cerca de 42 a 49 cm e 51 cm, respectivamente.

## Interações humanas
Apristurus longicephalus não tem valor econômico conhecido e, portanto, não é alvo de pescarias, embora possa ser capturado como fauna acompanhante em sua área de distribuição. Mesmo que as pescarias de águas profundas se expandam, é provável que o tubarão consiga evitar a captura buscando refúgio em maiores profundidades, razão pela qual foi avaliado como de Pouco Preocupante, apesar da falta de dados populacionais. Devido ao seu tamanho diminuto e habitat em águas profundas, ele não representa ameaça aos humanos.